# Павлов, Дмитрий Сергеевич (актёр)
Дми́трий Серге́евич Па́влов (8 [21] мая 1913 года, Москва — 22 июня 1988 года, там же) — советский актёр театра и кино, педагог. Народный артист РСФСР (1966). Наиболее известен по ролям в фильмах «За тех, кто в море», «Сельская учительница», «Крутые Горки», «Чук и Гек».

## Биография
Родился 8 (21) мая 1913 года в Москве.
В 17 лет поступил учеником в ФЗУ (фабрично-заводское училище) при запущенном 1 октября 1930 года Московском часовом заводе («Первый Государственный часовой завод»). Закончив ФЗУ, Дмитрий Павлов работал инструментальщиком на заводе с 1932 по 1935 год, став настоящим мастером, и заработав себе хорошую рабочую характеристику для поступления в институт. (Кстати говоря, он умел чинить часы самостоятельно всю жизнь.) В 1935 году он подает документы в Театральное училище при Малом театре, в том же году поступает, и заканчивает его в 1938 году.
После окончания Щепкинского училища Дмитрий Павлов поступает в созданный в 1935 году Московский областной драматический театр имени Островского. По приглашению одного из основателей театра, актёра МХАТа Сергея Сверчкова, уже через год Дмитрий Сергеевич переходит в труппу Московского Художественного театра, где руководителем — всё ещё Немирович-Данченко, но уже без Станиславского, на сцене бывшего Театра Корша в Петровском переулке, где уже блистали Николай Баталов, Михаил Яншин, Михаил Кедров.
В 1941 Дмитрия Павлова приглашают в Малый Театр, и с 16 октября 1941 года он зачислен в труппу Государственного Академического Малого театра СССР. В годы Великой Отечественной войны работал в театральной фронтовой бригаде Малого театра. Несмотря на то, что сам театр был эвакуирован из Москвы, Дмитрий Павлов остается в Москве и ездит по красноармейским частям в составе театральной фронтовой бригады вместе с Н. Анненковым, Л. Меркуловой, В. Пашенной, В. Обуховой.
В 1941 году дебютировал в кино в киноновелле «Приказ выполнен» в роли бойца Михаила Бакова. После войны Д. С. Павлов становится востребованным актёром для новых кинокартин. Наиболее запомнился он в роли моряка Орликова в «Близнецах» и морского офицера в картине «За тех, кто в море».
Снялся во многих фильмах-спектаклях Малого театра, таких как: «Варвары», «Правда хорошо, а счастье лучше», «Волки и овцы», «Фальшивая монета», «Русские люди», «Отцы и дети», «Умные вещи», «Свадьба Кречинского», в телепостановках «Вашингтонская история» (по Дж. Дайсу, 1962), «Северный свет» (по А. Кронину, 1967), «Пропавший чиновник» (по Г. Шерфигу, 1967), в кинолентах «Близнецы» К. Юдина (1945, в роли Сергея Орликова), «За тех, кто в море» А. Файнциммера (1947, в роли капитана Максимова), «Сельская учительница» М. Донского (1947, в роли профессора Воронова), «Падение Берлина» М. Чиаурели (1949, в роли Томашевича), «Чук и Гек» И. Лукинского (1953, в роли отца), телесериале «Сибирь» В. Рыжкова (1976, в роли урядника Филатова).
Главной его ролью в кино стала роль Фролова в фильме «Крутые Горки» 1953 года.
Заслуженный артист РСФСР с 1949 года. В 1950—1954 годах преподавал сценическое искусство в Театральном училище имени М. С. Щепкина. В 1963—1966 гг. — заведующий труппой Малого театра. Народный артист РСФСР с 1966 года. В 1973—1982 годах преподавал в ГИТИСе имени А. В. Луначарского, вел курс актёрского мастерства для национальных студий. В 1977 году присвоено звание доцента (28.12.1977)
В 1983 году выходит на пенсию по болезни (30.09.1983, персональный пенсионер республиканского значения). Ушёл из жизни 22 июня 1988 года. Похоронен на Николо-Архангельском кладбище, уч. 24.

## Происхождение и семья
Дед по отцовской линии — Феофилакт (Филат) Павлович Павлов (1839—1918), крестьянин села Флоровского Калязинского уезда Тверской губернии. С середины 70-х годов XIX в. жил с семьей в Москве. Основатель торгового дома «Филатъ Павловъ с сыновьями».
Бабушка по отцовской линии — Федосья Ивановна Павлова (в девичестве — Келарева), дочь крестьянина деревни Панкратово Калязинского уезда Тверской губернии.
Дед по материнской линии — Яков Трофимович Болтушкин (1860—1926), крестьянин деревни Попасово Рязанской губернии и уезда. Переехав в Москву, занимался предпринимательством на московских городских бойнях. В купечестве с 1913 г.
Его супруга (бабушка Дмитрия Сергеевича) — Вера Кирилловна.
Отец — Сергей Филатович Павлов (1876—1972). Родился в Москве. Работал в торговом доме у отца.
Мать — Софья Яковлевна (1890—1968). Родилась в Москве.
Старшая сестра — Елена Сергеевна (1911—1996), преподаватель английского языка на кафедре иностранных языков Академии Наук СССР. Её муж — Николай Петрович Смирнов (1904—1975) кандидат технических наук, преподаватель электроники и электротехники в ВУЗе. Их сын — Сергей Николаевич Смирнов (род. 1950), кандидат физико-математических наук, работал в институте Кристаллографии АН СССР. В настоящее время — православный священник. Внук — Сергей Сергеевич Смирнов (род.1992).
Младшая сестра — Зинаида Сергеевна (1914—1995), работник сферы торговли. Её муж — Василий Семенович Кузнецов (1911—1988). Сын — Владимир Васильевич Кузнецов (1939—2003), окончил экономический факультет МИНХ имени Г. В. Плеханова, преподавал экономику в колледже.
Первая супруга Д. С. Павлова — Мария Сергеевна Муханова (19.06.1914 — 20.06.1970). Мария Сергеевна (Муханова — по первому браку, в девичестве — Черемухина) работала в труппе Малого театра с 14 сентября 1938 г. по 18 июля 1941 г., затем в дирекции театра. Детей нет.
Вторая супруга — Зинаида Алексеевна Павлова (род.1941, в девичестве — Сафиханова), по образованию — художник по костюмам, работала в Малом театре с 1962 по 1998 г. (сначала в мастерской по пошиву театральных костюмов, позже — заведующей библиотекой Малого театра). Замужем за Д. С. Павловым с 1972 г. Сын З. А. Павловой — Ренат Поляков (род. 1965, от первого брака), выпускник иняза (МГПИИЯ им. Мориса Тореза, 1989 г.), переводчик.

## Творчество

### Кинофильмы
- 1941 — Боевой киносборник № 4. Приказ выполнен (реж. Григорий Александров, Ефим Арон) — боец Михаил Баков
- 1945 — Близнецы (реж. Константин Юдин) — моряк Сергей Орликов
- 1946 — Клятва (реж. Михаил Чиаурели) — Сергей, младший сын Варвары
- 1947 — Сельская учительница (реж. Марк Донской) — профессор Пров Воронов
- 1947 (премьера — 1948) — За тех, кто в море (реж. Александр Файнциммер) — капитан Максимов
- 1947 (премьера — 1948) — Поезд идёт на восток (реж. Юлий Райзман)
- 1949 (премьера — 1950) — Падение Берлина (реж. Михаил Чиаурели) — Томашевич
- 1953 — Чук и Гек (реж. Иван Лукинский) — папа
- 1956 — Крутые горки (реж. Николай Розанцев) — Семён Фролов
- 1967 — Попутного ветра, «Синяя птица»! (реж. Михаил Ершов, СССР-СФРЮ)

### Радиопостановки
- 1948 — «Варвары» по М. Горькому (реж. Константин Зубов) — Лукин
- 1956 — «Макбет» по У. Шекспиру (реж. К. Зубов, Евг. Велихов) — Банко
- 1957 — «Сердце не камень» по А. Н. Островскому (реж. Л. А. Волков) — Ераст
- 1960 — «Ярмарка тщеславия» по У. Теккерею (реж. Игорь Ильинский) — капитан Вильям Доббин

### Фильмы-спектакли
- 1952 (запись 1951 г.) — «Правда хорошо, а счастье лучше» по А. Н. Островскому (реж. Сергей Алексеев, Борис Никольский) — Платон
- 1952 — «Волки и овцы» по А. Н. Островскому (реж. Владимир Сухобоков, Пров Садовский) — Клавдий Горецкий
- 1953 — «Варвары. Сцены в уездном городе» по М. Горькому (реж. Леонид Луков, К. Зубов, Илья Судаков) — студент Лукин Степан Данилович
- 1964 — «Порт-Артур» по пьесе И. Ф. Попова и роману А. Н. Степанова (реж. К. Зубов, П. Марков) — генерал Роман Исидорович Кондратенко
- 1975 — «Фальшивая монета» по пьесе М. Горького (реж. Борис Бабочкин) — Лузгин
- 1978 (запись 1977 г.) — «Оптимистическая трагедия» по пьесе Вс. Вишневского (реж. Леонид Варпаховский, Виталий Иванов) — старый матрос

### Работы на ТВ
- 1959 — Растеряева улица /телеспектакль по комедии М. Нарокова, по Г. Успенскому/ (реж. Виктор Рыжков) — офицер
- 1962 — Вашингтонская история /телеспектакль по роману Джея Дайса/ (реж. Исидор Анненский, режиссёр ТВ Н.Марусалова) — профсоюзный лидер Аб Стоун
- 1967 — Северный свет /телефильм по роману А. Кронина/ (реж. Евгений Велихов, Алина Казьмина) — Мейтленд
- 1967 — Пропавший чиновник /телефильм по роману Ханса Шерфига/ (реж. Евгений Весник, Виктор Хохряков, А. Казьмина) — Йенсен
- 1968 — Барсуки /телеспектакль-сериал по Л. Леонову/ (реж. В. Рыжков, Лидия Ишимбаева) — председатель уездного исполкома
- 1972 — Былое и думы /телеспектакль по роману А. Герцена/ (реж. Лев Елагин) — граф Строганов, министр внутренних дел
- 1975 — Свадьба Кречинского /телеспектакль по пьесе А. Сухово-Кобылина/ (реж. Леонид Хейфец, Мария Муат) — помещик Пётр Константинович Муромский
- 1976 — Сибирь /телесериал по роману Г. Маркова/ (реж. Виктор Рыжков) — Варсонофий Квинтельяныч Филатов, урядник
- 1976 — Два капитана /телесериал по роману В. Каверина/ (реж. Евгений Карелов)
- 1979 — Русские люди /телеспектакль по К. Симонову/ (реж. Борис Равенских, Майя Маркова) — Харитонов

### Театральные работы

#### Сезоны 1941—1945 гг.
- «Бешеные деньги» А. Островского — военный
- «В степях Украины» А. Корнейчука — Грицько
- «В степях Украины» А. Корнейчука — кавалерист
- «Без вины виноватые» А. Островского — судейский чиновник
- «Стакан воды» Э. Скриба — офицер
- «Лес» А. Островского — Пётр
- «Отечественная война 1812 года» по Л. Толстому — генерал Уваров
- «Уриэль Акоста» К. Гуцкова — гость
- «Партизаны в степях Украины» А. Корнейчука — пленный немец
- «Осада мельницы» М. Муромцева по Э. Золя — французский солдат
- «Фронт» А. Корнейчука — Сергей Горлов
- «Правда — хорошо, а счастье лучше» А. Островского — Платон
- «Нашествие» Л. Леонова — Колесников
- «Варвары» М. Горького — Лукин
- «Горе от ума» А. Островского — офицер
- «Волки и овцы» А. Островского — Горецкий
- «Инженер Сергеев» В. Рокка — Борис

#### Сезоны 1945—1950 гг.
- «Мещане» М. Горького — Нил
- «За тех, кто в море» Б. Лавренёва — Лабинский
- «За тех, кто в море» Б. Лавренева — капитан Максимов
- «Южный узел» А. Первенцева — Чмыга
- «Слава» В. Гусева — Мотыльков
- «На белом свете» П. Нилина — Сергей
- «Бесприданница» А. Островского — Вожеватов
- «Молодость» Л. Зорина — Борис Марков
- «Семья пилотов» В. Супонева — Михаил Сугак
- «Наш современник» К. Паустовского — Пущин
- «Незабываемый 1919-й» Вс. Вишневского — Воронов

#### Сезоны 1950—1955 гг.
- «Снегурочка» А. Островского — Мизгирь
- «Люди доброй воли» Г. Мдивани — Хейг
- «Тайная война» В. Михайлова и Л. Самойлова — Минаев
- «Калиновая роща» А. Корнейчука — Ветровой
- «Доходное место» А. Островского — Жадов
- «Северные зори» Н. Никитина — матрос Жемчужный
- «Когда ломаются копья» Н. Погодина — замминистра
- «Правда хорошо, а счастье — лучше» А. Островского — Платон, сын Зыбкиной
- «Волки и овцы» А. Островского — Клавдий Горецкий
- «Шакалы» А. Якобсона — Аллан
- «Сердце не камень» А. Островского — Ераст
- «Варвары. Сцены в уездном городе» М. Горького — Лукин Степан Данилович, студент
- «Порт-Артур» И. Попова и А. Степанова — генерал Кондратенко

#### Сезоны 1955—1960 гг.
- «Макбет» У. Шекспира — Банко
- «Ярмарка тщеславия» У. Теккерея — капитан Вильям Доббин
- «Каменное гнездо» Х. Вуолийоки — Аарне
- «Осенние зори» В. Блинова — Кашканов
- «Неравный бой» В. Розова — Тихон Тимофеич
- «Растеряева улица» М. Нарокова по Г. Успенскому — офицер

#### Сезоны 1960—1965 гг.
- «Любовь Яровая» К. Тренёва — Грозной
- «Взрыв» И. Дворецкого — Чепраков
- «Весенний гром» Д. Зорина — Николай Маршалов
- «Гроза» А. Островского — Тихон
- «Горе от ума» А. Грибоедова — Платон Михайлович Горич
- «Госпожа Бовари» Г. Флобера — Шарль Бовари
- «Палата» С. Алёшина — Терехин
- «Луна зашла» Дж. Стейнбека — Алекс Морден
- «Страница дневника» А. Корнейчука — Искра

#### Сезоны 1965—1970 гг.
- «Умные вещи» С. Маршака — старый солдат
- «Сын» А. Софронова — Михаил Платов
- «Высшая мера» М. Маклярского и К. Рапопорта — Зотов
- «Правда — хорошо, а счастье лучше» А. Островского — Грознов
- «Отцы и дети» И. Тургенева — Василий Иванович Базаров
- «Барсуки» по Л. Леонову — председатель уездного исполкома
- «Человек и глобус» В. Лаврентьева — Ракитский
- «Разбойники» Ф. Шиллера — Патер
- «Старик» М. Горького — Харитонов

#### Сезоны 1970—1975 гг.
- «Свадьба Кречинского» А. Сухово-Кобылина — Пётр Константинович Муромский
- «Эмигранты» А. Софронова — Глазырин
- «Правда — хорошо, а счастье лучше» А. Островского — Барабошев
- «Фальшивая монета» М. Горького — Лузгин
- «Былое и думы» А. Герцена — министр внутренних дел граф Строганов
- «Одиннадцатая заповедь» Ф. Шемберка — Кроличек

#### Сезоны 1975—1980 гг.
- «Золотые костры» И. Штока — Саратов
- «Лес» А. Островского — Карп
- «Над светлой водой» В. Белова — Фёдор
- «Царь Федор Иоаннович» А. Толстого — Иван Петрович Шуйский
- «Оптимистическая трагедия» Вс. Вишневского — старый матрос
- «Беседы при ясной луне» В. Шукшина — Матвей-председатель
- «Вина» Л. Курганникова — Кошелев
- «Дачники» М. Горького — Дудаков
- «Русские люди» К. Симонова — Харитонов

#### Сезон 1981—1982 гг.
- «Летние прогулки» А. Салынского — Лукашов

## Звания и награды
- 27 апреля 1946 — Медаль «За доблестный труд в Великой Отечественной войне»
- 6 сентября 1948 — Медаль «В память 800-летия Москвы»
- 26 октября 1949 — звание «Заслуженный артист РСФСР»
- 15 августа 1966 — звание «Народный артист РСФСР»
- 1 апреля 1970 — Медаль «В ознаменование 100-летия со дня рождения Владимира Ильича Ленина»
- 4 ноября 1974 — Орден Трудового Красного Знамени